# Hull (Illinois)
Hull – wieś w Stanach Zjednoczonych, w stanie Illinois, w hrabstwie Pike.